# Sajeev John
Sajeev John (1957) es profesor de Física en la Universidad de Toronto y Canadá. Titular de la Cátedra de Investigación.
Recibió su licenciatura en física en 1979 del Instituto de Tecnología de Massachusetts y su doctorado en física en la Universidad de Harvard en 1984. Su trabajo de doctorado en Harvard introdujo la teoría de la localización de ondas clásicas y, en particular, la localización de la luz en dieléctricos tridimensionales fuertemente dispersantes. De 1984 a 1986 fue becario postdoctoral del Consejo de Investigación de Ciencias Naturales e Ingeniería de Canadá en la Universidad de Pensilvania, así como consultor de laboratorio de los Laboratorios de Ciencias de Investigación Corporativa de Investigación e Ingeniería de Exxon de 1985 a 1989.
De 1986 a 1989 fue profesor asistente de física en la Universidad de Princeton. En 1987, mientras estaba en Princeton, co-inventó, junto con Eli Yablonovitch, el concepto de una nueva clase de materiales con una brecha de banda fotónica llamada cristales fotónicos. Esto proporcionó una explicación más completa de su concepción original (1984) de la localización de la luz. Fue consultor de laboratorio de Bell Communications Research (Red Bank, NJ) en 1989. En el otoño de 1989 se unió a la facultad superior de física de la Universidad de Toronto. Ha sido investigador principal de Photonics Research Ontario y es miembro del Instituto Canadiense de Investigación Avanzada.
El profesor John es el ganador del Premio Internacional de Ciencia King Faisal 2001, que compartió con C. N. Yang. También es el primer ganador de la Medalla de Platino de Ciencia y Medicina de Canadá en 2002. Dr. John es el ganador del Premio Internacional de Electrónica Cuántica LEOS del Instituto de Ingenieros Eléctricos y Electrónicos (IEEE) en 2007 por "la invención y el desarrollo de cristales que atrapan la luz y el esclarecimiento de sus propiedades y aplicaciones". Es el ganador en 2008 del IEEE Pioneer Award en Nanotecnología y el IEEE David Sarnoff Award 2013. En 2011, el Prof. John fue seleccionado como ganador de la citación de Thomson-Reuters. Recientemente. Prof. John fue galardonado con el Premio Killam en Ciencias Naturales para 2014 por el Consejo Canadiense de las Artes.
Dr. John también recibió la Medalla Herzberg de Física de 1996 y la Medalla Brockhouse 2007 de Física de Materia Condensada y Materiales de la Asociación Canadiense de Físicos. Recibió la primera beca McLean de la Universidad de Toronto en 1996, el Premio Steacie 1997 de Ciencia e Ingeniería del Consejo Nacional de Investigación de Canadá y la Medalla Rutherford 2004 de la Royal Society of Canada. Es el primer ganador del Premio Brockhouse Canadá en 2004, que compartió con el químico de materiales Geoff Ozin por su innovador trabajo interdisciplinario sobre la síntesis de materiales de brecha de banda fotónica. El profesor John también ha recibido la Beca Killam del Consejo Canadiense para las Artes, la Beca Guggenheim (EE. UU.), la Beca de la Sociedad Japonesa para la Promoción de la Ciencia y el Premio Humboldt de Científico Senior (Alemania). En 2007, el Dr. John fue galardonado con el C.V. Cátedra Raman del Gobierno de la India. Prof. John es miembro de la American Physical Society, la Optical Society of America, la Royal Society of Canada y miembro de la Max Planck Society de Alemania. Fue el Elizabeth R. 2011. Laird Profesor en la Universidad Memorial de Terranova.